# 시장 분석
시장 분석은 특수 산업 내 특수 시장의 매력과 역동성을 연구한다. 이는 산업 분석의 일부이므로 글로벌 환경 분석의 일부이다. 이러한 모든 분석을 통해 회사의 강점, 약점, 기회 및 위협(SWOT)을 식별할 수 있다. 마지막으로 SWOT 분석을 통해 기업의 적절한 비즈니스 전략을 정의한다. 시장 분석은 기업의 계획 활동, 특히 재고 결정, 구매, 인력 확장/축소, 시설 확장, 자본 장비 구매, 판촉 활동 등에 대한 정보를 제공하는 데 사용되는 문서화된 시장 조사라고도 알려져 있다.

## 시장 세분화
시장 세분화는 차별화된 시장 분석의 기초이다. 차별화가 중요하다. 주된 이유 중 하나는 제공되는 제품의 경쟁이 심화됨에 따라 존재하는 소비 포화이다. 소비자는 더 많은 개별 제품과 서비스를 요구하고 이전보다 제품 범위에 대해 더 잘 알고 있다. 이에 따라 시장 세분화가 필요하다. 시장을 세분화하려면 많은 시장 지식이 필요하기 때문에 세분화에는 많은 시장 조사가 포함된다. "관련 시장"을 정의하려면 시장 구조 및 프로세스에 대한 시장 조사를 수행해야 한다. 관련 시장은 회사가 활동에 집중하는 전체 시장의 필수적인 부분이다. 관련 시장을 식별하고 분류하려면 시장 분류 또는 세분화가 이루어져야 한다.

## 시장분석 차원
시장 분석의 목표는 현재와 미래의 시장 매력을 판단하는 것이다. 조직은 조직의 강점과 약점과 관련하여 진화하는 기회와 위협을 이해함으로써 시장의 미래 매력을 평가한다. 시장 분석은 무엇보다도 수요와 공급이 시장에 미치는 영향을 조사한다.
조직은 조사 결과를 활용하여 성공을 촉진하기 위한 투자 결정을 내린다. 시장 분석 결과는 조직이 투자 전략의 다양한 측면을 변경하도록 동기를 부여할 수 있다. 영향을 받는 영역에는 재고 수준, 인력 확장/축소, 시설 확장, 자본 장비 구매 및 판촉 활동이 포함될 수 있다.

## 같이 보기
- 시장 조사
- 마케팅 전략